# Prix Georg Elser
Pour les articles homonymes, voir Elser (homonymie).
Le Prix Georg Elser récompense en Allemagne le courage civique et la désobéissance civile contre la violence d'État. 
Georg Elser est connu pour avoir commis en 1939 un attentat contre Hitler. 
Selon le statut défini par plusieurs Initiative Elser, les lauréats ne peuvent être que :
- Des individus (sauf exceptions motivées ou représentants d'initiatives) qui se sont opposés à la violence d'État par la désobéissance civile, le courage civique et l'action audacieuse.
- des êtres qui, comme Georg Elser, ont pris conscience tôt "où mène le voyage et se sont engagés de toutes leurs forces contre la tendance dominante, cynique et destructrice.
- des êtres qui, suivant leur conscience, porte-paroles de la majorité silencieuse, mettent en jeu leur existence pour éviter le pire et pour  remplacer le droit officiel en vigueur par le droit reconnu.
- des êtres qui, malgré l'euphorie de la mondialisation et la peur du terrorisme, montrent qu'il est possible et même nécessaire de lutter contre le courant et se placer du côté des faibles, des laissés pour compte et des opprimés pour faire quelque chose.

## Lauréats
- 2001 : Initiative Georg-Elser - Munich: Jürgen Quandt
- 2003 : Cercle de travail Georg Elser de Heidenheim: Winfried Maier
- 2005 : Initiative Georg-Elser - Brème: Union des comités de mères de soldats russes
- 2007 : Initiative Georg-Elser - Berlin: Elias Bierdel
- 2009 : Initiative Georg-Elser - Munich : Beate Klarsfeld[2]
- 2011 : Initiative Georg-Elser - Munich : Dietrich Wagner
- 2013 : Landeshauptstadt Munich : Thomas Kuban et Peter Ohlendorf
- 2023 : Yirgalem Fisseha Mebrahtu[3],[4].